# Stine Fischer Christensen

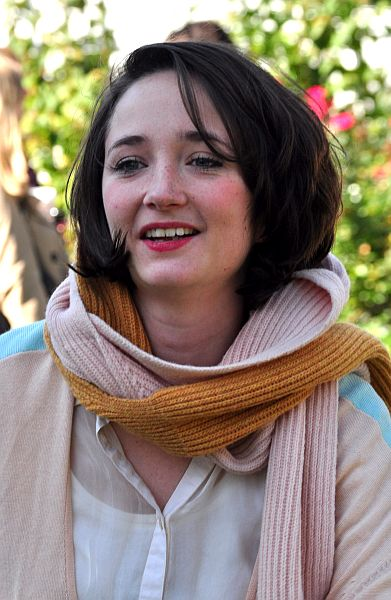
Stine Fischer Christensen auf dem US-amerikanischen Hamptons International Film Festival (2011)

Stine Fischer Christensen (* 3. Februar 1985 in Kopenhagen) ist eine dänische Schauspielerin. Einem breiten Publikum wurde sie durch die Rolle der Anna in Susanne Biers Familiendrama Nach der Hochzeit (2006) bekannt, für die sie mit den wichtigsten dänischen Filmpreisen Bodil und Robert ausgezeichnet wurde.

## Biografie

### Ausbildung und erste Filmrollen
Stine Fischer Christensen ist die jüngere Schwester der Filmemacherin Pernille Fischer Christensen. Ihre Kindheit wurde durch den Krebstod des fantasievollen Vaters überschattet, zu dem sie eine enge Bindung hatte. Daraufhin verließ die 16-Jährige ihr Elternhaus in Hellerup und zog nach Kopenhagen. Dort besuchte Fischer Christensen eine Medienschule mit dem Ziel, Fotografin zu werden. In den 1990er Jahren war sie als Kind in Kurzfilmarbeiten ihrer 16 Jahre älteren Schwester aufgetreten. Zu diesen zählen unter anderem Poesi Album und Indien (1999), der in der Reihe Cinéfondation auf den Filmfestspiele von Cannes gezeigt wurde und einen Preis erhielt. Nach den ersten Erfahrungen vor der Kamera lag es der Dänin fern, eine Schauspielkarriere einzuschlagen, ehe sie als 14-Jährige eine Anstellung als Platzanweiserin im Kopenhagener Theater Østre Gasværk erhielt und dort die Arbeit der Schauspieler hautnah beobachten konnte.
Ihr Spielfilmdebüt gab Fischer Christensen mit einer kleinen Nebenrolle in Rumle Hammerichs Unge Andersen (2005). Nach der Mitwirkung in dem mit dem Emmy preisgekrönten Historiendrama begann die Dänin die Schauspielerei ernster zu nehmen und sicherte sich noch im selben Jahr einen Studienplatz an der Nationalen Dänischen Theaterschule in Kopenhagen, wo sie bis 2009 zur Schauspielerin ausgebildet wurde. 2006 vertraute ihr Susanne Bier eine Rolle in ihrem Spielfilm Nach der Hochzeit (2006) neben so bekannten Mimen wie Rolf Lassgård und Sidse Babett Knudsen an. In diesem Oscar-nominierten Familiendrama war die 20-Jährige als betrogene, junge Braut zu sehen, die zur Hochzeit ihren leiblichen Vater (gespielt von Mads Mikkelsen) kennen lernt. Der Part der Anna stellte den Durchbruch als Filmschauspielerin in ihrem Heimatland dar und Anfang Februar 2007 gewann Fischer Christensen den Preis der dänischen Filmakademie, Robert, als Beste Nebendarstellerin. Wenige Wochen später war sie in gleicher Kategorie auch bei der Bodil-Verleihung erfolgreich. Dieser Sieg stand besonders im Fokus der dänischen Presse, da bei der Preisverleihung gleichzeitig ihre Schwester Pernille mit ihrem Spielfilmdebüt En Soap den Preis für den besten dänischen Film des Jahres gewann.
Nach dem Erfolg von Nach der Hochzeit konzentrierte sich Fischer Christensen verstärkt auf ihr Schauspielstudium und wagte nur noch selten Ausflüge zum Film. Hatte die zartstimmige Aktrice noch 2006 als Synchronsprecherin die Titelrolle eines an Drogen verstorbenen Pornostars in Anders Morgenthalers Animationsfilm Princess (2006) neben Thure Lindhardt übernommen, setzte Morgenthaler sie während der Sommerferien 2007 auch in seinem Spielfilmdebüt Echo ein. Der Filmemacher hatte Fischer Christensen nach ihrem Mitwirken im Studentenfilm Aftenland (2003) entdeckt. In Echo, einem Drama über einen geschiedenen Polizisten (gespielt von Kim Bodnia) der seinen Sohn entführt, schlüpfte die junge Schauspielerin in die Rolle einer schrulligen Verkäuferin, die als Ersatzmutter herhält. Der Lohn für den Part der Angelique war eine erneute Nominierung für die Bodil als Beste Nebendarstellerin, die sie aber an Charlotte Fich (Bedingungslos) verlor.

### Theaterdebüt und Rollen im internationalen Kino
Im Herbst 2007 gab die Schauspielstudentin an der Seite von Ulf Pilgaard, Thomas Bo Larsen und Stine Stengade ihr Theaterdebüt mit einer kleinen Rolle in einer Inszenierung von Thomas Vinterbergs Das Fest am Østre-Gasværk-Theater. Ein Jahr später wurde sie bei den 58. Filmfestspielen von Berlin für ihre schauspielerische Leistung in Nach der Hochzeit gemeinsam mit Schauspieltalenten wie der Deutschen Hannah Herzsprung oder der Rumänin Anamaria Marinca mit dem Shooting Star Award preisgekrönt.
Im Rahmen ihrer Schauspielausbildung war 2008 eine weitere Theaterrolle in John Fords Tragödie  'Tis Pity She's a Whore geplant, während sie Ende August 2008 durch eine Werbeaktion des schwedischen Einrichtungskonzerns Ikea in Dänemark auf sich aufmerksam machte, als sie mehrere Tage das Schaufenster einer Filiale in Aarhus bewohnte. 2009 folgte die Hauptrolle in der dänischen Märchenverfilmung De vilde svaner Poster nach dem gleichnamigen Werk von Hans Christian Andersen übernahm, während sie 2010 eine kleine Rolle als Prostituierte in Mikkel Munch-Fals’ preisgekröntem Filmdrama Nothing’s All Bad – Smukke mennesker übernahm.
2010 vertraute ihr der deutsche Regisseur Christian Schwochow die Titelrolle in seinem deutschsprachigen Spielfilm Die Unsichtbare an, obwohl Fischer Christensen kein Deutsch sprach. In diesem Drama ist die Dänin als stille Schauspielschülerin Fine zu sehen, die Erfolgszwang und familiäre Last mit einer behinderten Schwester an den Rand des Abgrunds treiben. Schwochow war durch ihre Erfolgsrolle in Nach der Hochzeit auf Fischer Christensen aufmerksam geworden. „Ich habe den Film gesehen, war fasziniert und habe Stine nach Berlin eingeladen. Da war sofort klar: Das ist meine Fine“, so Schwochow. Das Drehbuch wurde für die Schauspielerin übersetzt. „Meinen Text habe ich natürlich in Deutsch gelernt, aber das ist anders, als wenn man in einer Sprache spielt, die man beherrscht. Ich musste mir eine komplett neue Art zu arbeiten aneignen“, so Fischer Christensen. Der Lohn für die dänische Schauspielerin war 2011 der Gewinn des Darstellerpreises des Internationalen Filmfestivals Karlovy Vary.
2013 bekleidete Fischer Christensen die weibliche Hauptrolle im US-amerikanischen Spielfilmdrama Culling Hens. In der Low-Budget-Produktion ist sie als naive und ungebildete Ehefrau eines Feldarbeiters zu sehen, die ihren Mann fälschlicherweise der Sodomie verdächtigt.

## Filmografie (Auswahl)
- 1997: Tifanfaya (Kurzfilm)
- 1999: Indien (Kurzfilm)
- 2003: Aftenland (Kurzfilm)
- 2005: Unge Andersen

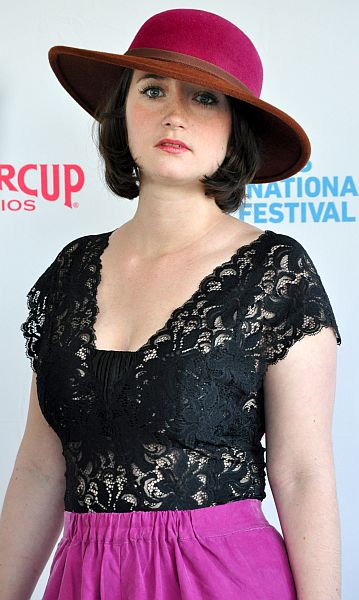
Fischer Christensen auf dem Hamptons International Film Festival (2011)

- 2006: Nach der Hochzeit (Efter brylluppet)
- 2006: Princess (Stimme)
- 2007: Echo (Ekko)
- 2008: Elsker ikke (Kurzfilm)
- 2009: Die wilden Schwäne (De vilde Svaner)
- 2010: Protectors – Auf Leben und Tod (Livvagterne; Fernsehserie, eine Folge)
- 2010: Nothing’s All Bad – Smukke mennesker (Smukke mennesker)
- 2011: Die Unsichtbare
- 2013: Culling Hens
- 2017: Der Charmeur (Charmøren)
- 2017: Darkland (Underverden)

## Auszeichnungen
- 2007: Bodil für Nach der Hochzeit (Kategorie: Beste Nebendarstellerin)
- 2007: Robert für Nach der Hochzeit (Beste Nebendarstellerin)
- 2008: Dänischer „Shooting Star“ bei den Internationalen Filmfestspielen Berlin
- 2008: Bodil-Nominierung für Echo (Beste Nebendarstellerin)
- 2011: Darstellerpreis des Internationalen Filmfestivals Karlovy Vary für Die Unsichtbare
- 2011: Lobende Erwähnung des Hamptons International Film Festival (Beste Nachwuchsdarstellerin)